# Za-Zu-Zi
Za-Zu-Zi – debiutancki album zespołu Maleo Reggae Rockers wydany w 1998 roku.

## Lista utworów
Opracowano na podstawie źródła
1. „Jak Wiatr”
2. „Colors”
3. „Ile Warte Jest Życie”
4. „Powiedz Jak”
5. „Keep On Moving”
6. „Za-Za-Zu-Zi”
7. „Zabierz Mnie”
8. „Marabuta St.”
9. „Noc”
10. „Feel”
11. „Elementary”
12. „Plan”
13. „Idąc Przez Dolinę Łez”
14. „Za-Za-Zu-Zi-Dub”